# Max Friederichsen
Maximilian Hermann Friederichsen, känd som Max Friederichsen, född 21 januari 1874 i Hamburg, död 1941, var en tysk geograf.
Friederichsen företog forskningsresor 1897-98 till Uralbergen, Kaukasus och ryska Armenien och 1902 till centrala Tianshan. Han blev 1903 privatdocent i geografi i Göttingen, 1906 extra ordinarie professor i Rostock och ordinarie professor 1907 i Bern, 1909 i Greifswald, 1917 i Königsberg och 1923 i Berlin. Han invaldes 1926 som ledamot i Leopoldina.
Under första världskriget var han från 1916 ledare för de vetenskapliga arbetena vid den "Landeskundliche Kommission", som under ockupationen upprättades vid det tyska generalguvernementet i Polen. Där företogs i stor utsträckning vetenskapliga undersökningar på olika geografiska områden, vilka under den ryska överhögheten endast i ringa grad varit föremål för uppmärksamhet.